# Noart
Pour les articles homonymes, voir Lucet.
 (juin 2013).
Arnaud Lucet, dit Noart, est un artiste français né le 15 avril 1965 à Paris. Il vit et travaille à Alfortville.

## Biographie
En 1985, il est diplômé de l’école d’Art de la rue Madame. Il débute comme directeur artistique et signe plusieurs affiches de films. En 1996, il réalise sa première exposition avec Jérôme Mesnager à la galerie Transversale à Paris. Il crée des tableaux-objets, des meubles, des sculptures, aménage des espaces, des œuvres d’art avec pour matière première le métal.
Fasciné depuis l'enfance par l’envers de l'urbanité contemporaine, Noart est particulièrement sensible à l’esthétique de la rue, aux paysages industriels, aux usines et à leurs machines. Ce sont ces ambiances particulières qu’il reconstitue dans ses assemblages et son mobilier. Ses compositions métalliques créées à partir de vannes, tuyaux, manomètres et autres matériaux de récupération glanés dans la rue et ailleurs, deviennent des volumes utilitaires. Il conçoit des lampes, tables, commodes, autant de pièces uniques qu’il complète par un art urbain souvent ironique[Interprétation personnelle ?] composé d’installations, de boîtes ludo-interactives. 
En 2010, il a imaginé la série ACME, référence aux Looney Toons, une panoplie d'armes-sculptures, portant des noms improbables comme L'arme à gauche, le Rétro-killer ou la Grenade à essuyer les plâtres.